# Hermonassa incisa
Hermonassa incisa là một loài bướm đêm trong họ Noctuidae.